# Lentille cultivée
Lens culinaris
Espèce
Classification phylogénétique
La lentille cultivée, lentille comestible ou tout simplement lentille (Lens culinaris Medik., 1787), est une espèce de plantes à fleurs dicotylédones appartenant à la famille des Fabaceae (les légumineuses). Cette plante annuelle est largement cultivée pour ses graines comestibles riches en protéines et en glucides.
Faisant partie des cultures fondatrices du Néolithique, la lentille est l'une des plus anciennes plantes cultivées dans l'histoire de l'humanité. Sa domestication remonte à la naissance de l'agriculture en Mésopotamie et est attestée en Iran, entre 9 500 et 8 000 ans avant notre ère.
Les fruits sont des gousses renfermant deux graines rondes aplaties. Les lentilles sont des légumes secs, essentiellement appréciés en Europe, en Amérique, en Océanie, au Moyen-Orient et dans le sous-continent indien, avec une production mondiale estimée à 6 300 000 tonnes par an. En France, la lentille verte du Berry bénéficie du label rouge (1966) et du label européen IGP : indication géographique protégée (1998). Quant à la lentille verte du Puy, elle bénéficie d'une AOC (1996), et depuis 2008 du label européen AOP (Appellation d'Origine Protégée).
Le composant optique tire son nom de sa ressemblance avec la graine de la lentille.

## Espèces
L'espèce comprend quatre sous-espèces principales :
- Lens culinaris subsp. culinaris (la lentille cultivée), classée parfois comme espèce distincte (Lens esculenta Moench) ;
- Lens culinaris subsp. odemensis ;
- Lens culinaris subsp. orientalis ;
- Lens culinaris subsp. tomentosus.

## Description

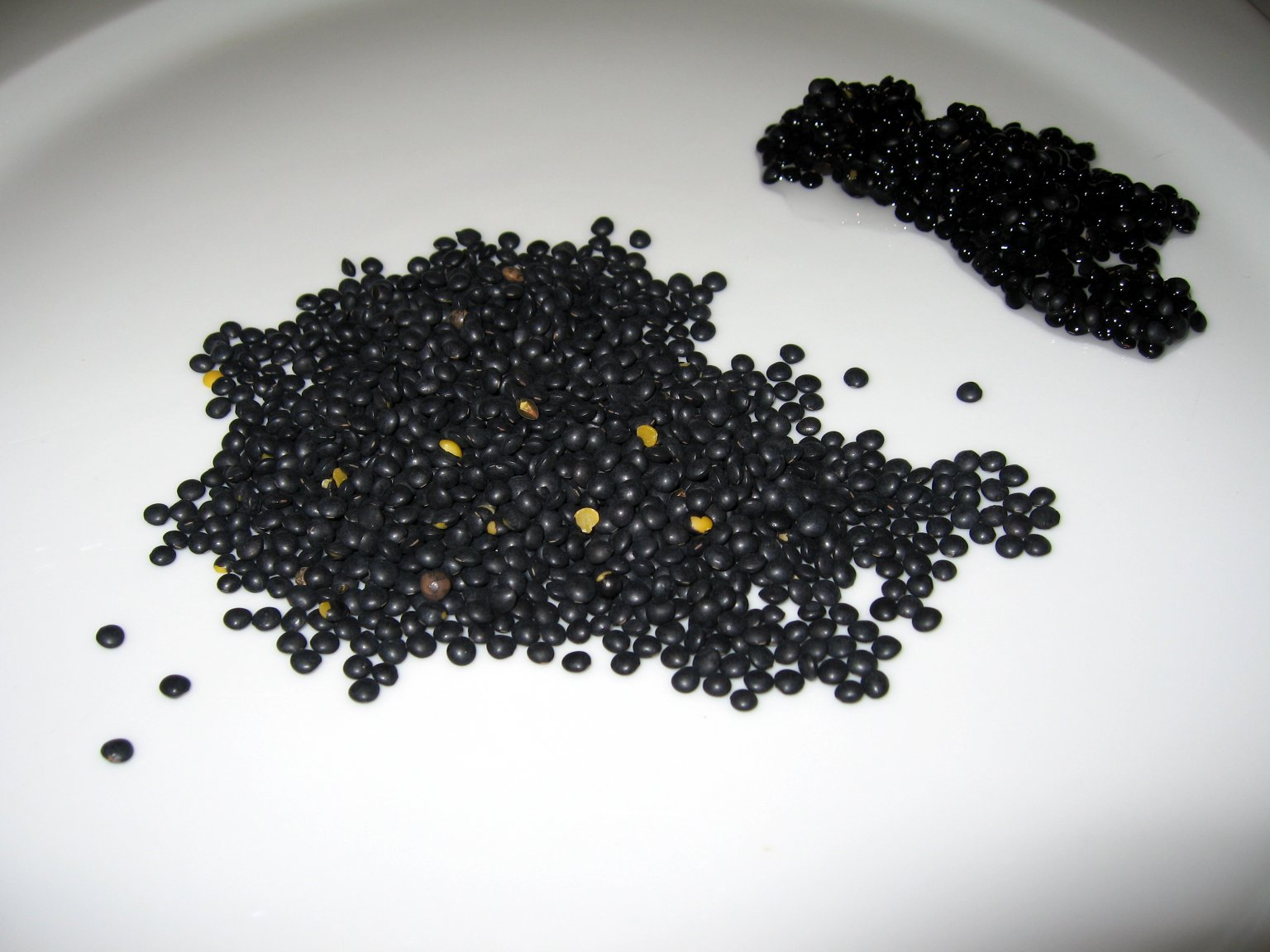
Lentille « beluga ».

La lentille est une plante annuelle herbacée de 20 à 72 cm de haut. Les tiges sont dressées et très rameuses.
Ses feuilles, alternes, composées pennées, comptent de 10 à 14 folioles opposées, oblongues, et sont terminées par une vrille généralement simple ou bifide. À la base, elles sont munies de stipules dentées.
Les fleurs, à la corolle papilionacée typique de la famille des Faboideae, sont de couleur blanche ou bleu pâle et groupées par petites grappes de deux à quatre. Le calice est régulier, à cinq dents étroites et relativement longues. La floraison estivale intervient entre mai et juillet.

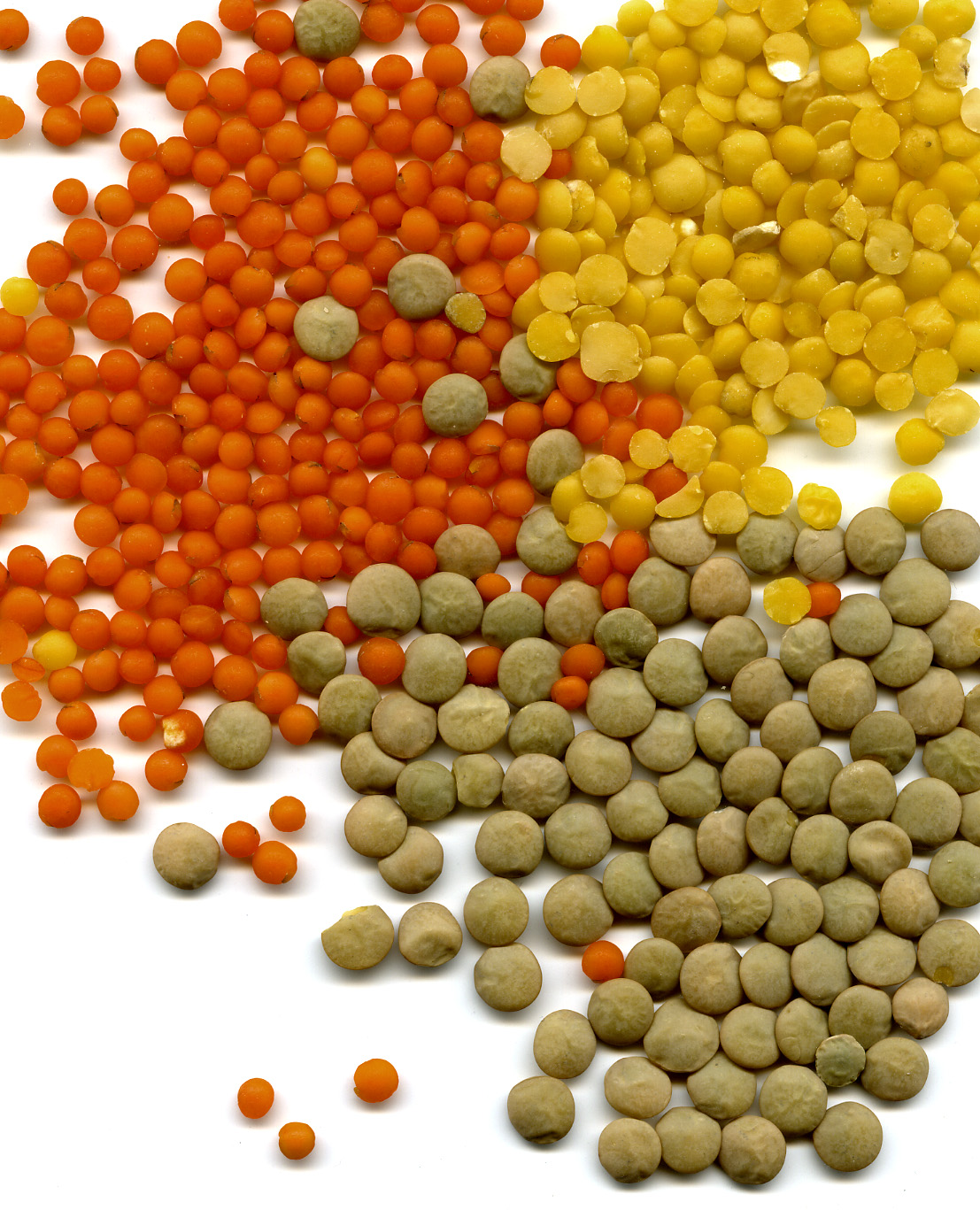
Variétés de lentilles de diamètres et couleurs différentes.

Les fruits sont des gousses aplaties, courtes, contenant deux graines aplaties en forme caractéristique de disque faiblement bombé.

## Variétés
Les lentilles sont classées en deux groupes, selon les dimensions de leurs graines.
- Groupe Microsperma

Les petites gousses contiennent des graines de 3-6 mm de diamètre. Les téguments sont de couleurs variées, allant du jaune pâle au noir. Les cotylédons sont jaunes ou orange. Les « lentilles corail » du Proche-Orient appartiennent à ce groupe. Elles sont de couleur brun-rouge si elles sont vendues entières, et orange-saumon si elles sont décortiquées. Ce sont les plus cultivées en Inde, en Afghanistan, en Éthiopie et en Égypte. La lentille noire dite « béluga » est de ce type. En France, la lentille la plus cultivée est la « lentille verte » : c'est un type à épiderme foncé marbré de noir, réputé pour sa finesse.
- Groupe Macrosperma

Les gousses sont plus grandes, de 6-9 mm de diamètre, les téguments sont vert pâle ou jaunâtres, parfois tachetés, les cotylédons, jaunes. Le type le plus répandu dans le commerce est appelé « lentille blonde ». Il prédomine dans le sud de l'Europe, en Afrique du Nord et en Amérique. En France on cultive la « lentille rosée de Champagne » ou « lentillon de Champagne ». Les agriculteurs vivant du commerce de cette lentille ont obtenu de l'INAO une protection de l'appellation.
Au total, 13 variétés sont inscrites : six au Catalogue potagère, quatre au Catalogue agricole français et trois sur un autre catalogue d'un pays de l'UE : Anicia, Flora, Lentillon rosé d'hiver, Rosana et Santa (pas cultivée).

## Distribution
Cette espèce est originaire des régions tempérées chaudes de l'ancien monde :
- Sud-Est de l'Europe : Chypre, Grèce ;
- Proche et Moyen-Orient : Turquie, Syrie, Liban, Israël, Jordanie, Irak, Iran, Afghanistan et Pakistan ;
- Caucase et Asie centrale : Azerbaïdjan, Géorgie, Arménie, Kazakhstan, Turkménistan, Ouzbékistan, Tadjikistan.

La lentille est cultivée dans de très nombreux pays, mais ne se rencontre pratiquement plus à l'état sauvage.
En France, la lentille Verte du Puy, cultivée exclusivement dans la Haute-Loire sur environ 5 000 ha, bénéficie d'une appellation d'origine contrôlée depuis le 7 août 1996. C'est le premier légume AOC. Cette même variété est également cultivée dans le Berry où elle bénéficie d'un label rouge « lentille verte du Berry ».
En outre-mer, il existe la lentille de Cilaos, un type de lentilles cultivé sur l'île de La Réunion. Comme son nom l'indique, elle est produite dans le cirque naturel de Cilaos, sur le territoire de la commune du même nom, où sa culture est traditionnelle. Elle est de petite taille et traditionnellement servie avec du riz.

## Utilisation en alimentation humaine

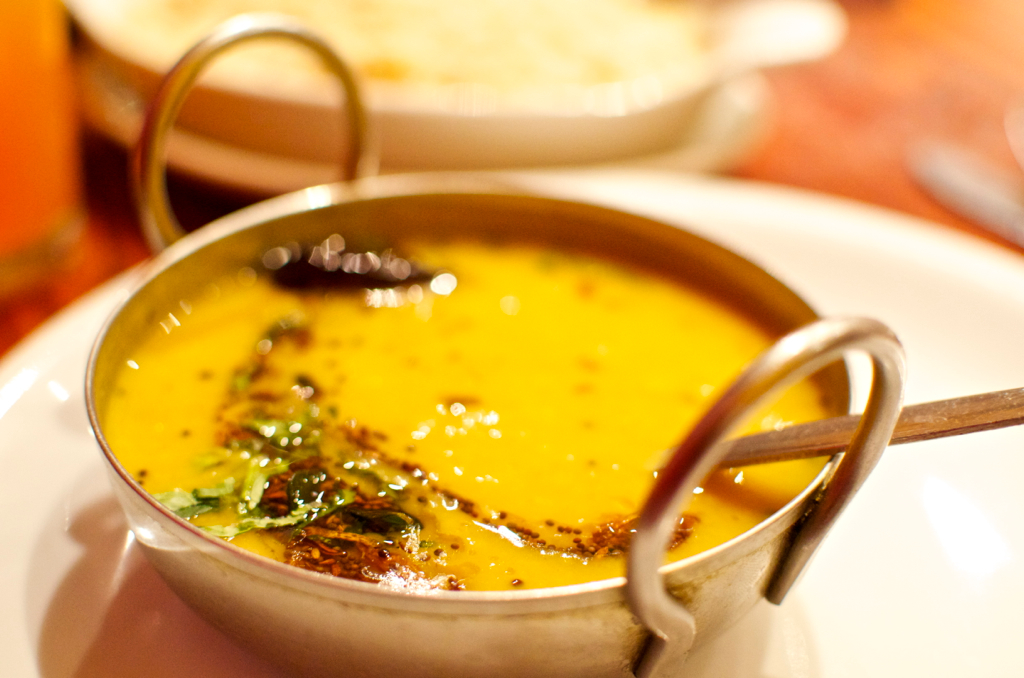
Dal Tadka (soupe de lentilles).

Faisant partie des cultures fondatrices du Néolithique, les lentilles sont cultivées depuis la Préhistoire pour leurs graines. Très riches en éléments nutritifs et particulièrement en protéines (24 % pour les lentilles sèches, et 10,1 % pour les lentilles vertes cuites à l'eau), elles apportent également des fibres et des sels minéraux, dont du fer. Consommées avec des céréales, les légumineuses procurent un régime alimentaire équilibré et très bon marché. Les légumineuses sont un des piliers du régime méditerranéen. Les lentilles sont parmi les légumineuses les plus faciles à mettre en œuvre.
Les lentilles sont riches en fibres, en amidon résistant, en minéraux (fer, magnésium, potassium en particulier) et relativement riches en vitamines du groupe B (qui sont partiellement détruites à la cuisson), et présentent un faible indice glycémique,. Les lentilles contribuent à l'abaissement du taux de cholestérol et à l'abaissement du risque d'accident cardio-vasculaire.
Les lentilles, comme toutes les légumineuses, contiennent un certain nombre de facteurs anti-nutritionnels, dont les facteurs anti-trypsiques, les tanins, et l'acide phytique. Le trempage et la cuisson sont des procédés utilisés pour réduire la teneur en facteurs anti-trypsiques et en acide phytique. Les tanins peuvent limiter l'absorption de certains acides aminés. Les lentilles contiennent aussi des catéchines dont l'action sur la santé est mal connue, mais qui pourraient limiter l'absorption du fer.

### Lentilles cuites
On recommandait traditionnellement de trier les lentilles avant de les cuisiner car des petites pierres pouvaient y être mêlées, et de les tremper à l'eau tiède avant la cuisson afin de ramollir la peau. Ces deux opérations ne sont généralement plus nécessaires[réf. nécessaire].

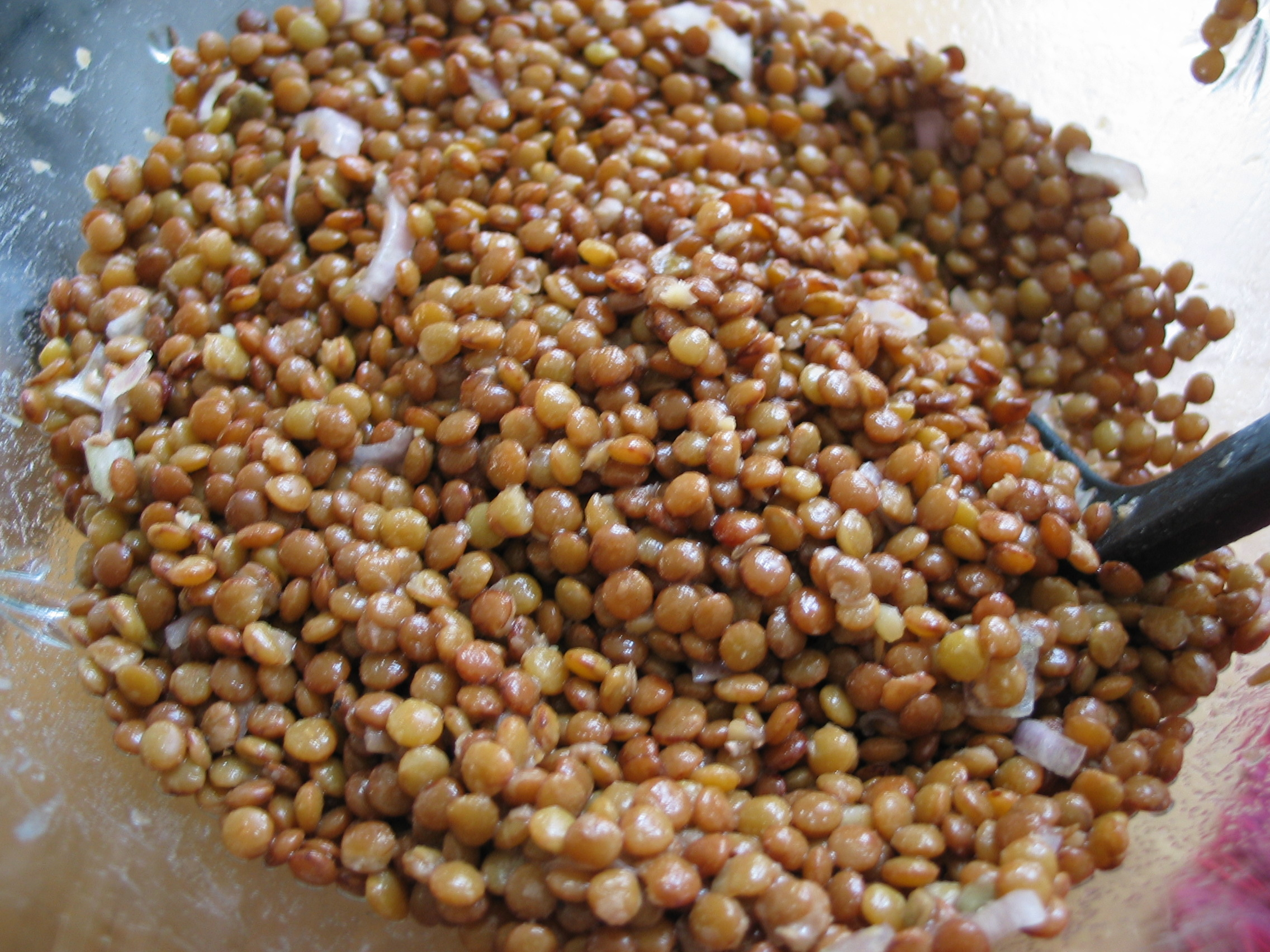
Salade de lentilles agrémentée d'échalote.

Quelques recettes à base de lentilles :
- petit salé aux lentilles ;
- lentilles aux lardons, à la dijonnaise ;
- purée de lentilles ;
- salade tiède de lentilles ;
- soupe aux lentilles ;
- canard confit aux lentilles ;
- Dans la cuisine indienne, où les légumineuses sont appelées dal, également utilisé pour dénommer différents plats. En particulier, en Inde du Sud, le vada ou vadaï est une boulette à base de légume comportant des lentilles.
- Dans la cuisine maghrébine comme dans l'adas ou dans la harira marocaine
- Différents plats de la cuisine iranienne comme l'addasse polow.

### Lentilles germées
Les lentilles germées sont assez communes chez les adeptes de l'alimentation biologique. Après le germe de haricot mungo, c'est l'une des graines germées les plus consommées en France, avec le germe de luzerne. Elle se consomme généralement crue en salade, bien que certains la préfèrent parfois légèrement cuite à la vapeur.
Les lentilles germées contiennent beaucoup plus de vitamines que les lentilles cuites.
La lentille est facile à faire germer chez soi, après un trempage d'une nuit (prégermination) et un premier rinçage et égouttage, elle ne nécessite qu'un seul rinçage quotidien, pendant seulement un à trois jours (selon qu'on aime le germe court ou long). À 20 °C, elle peut être prête à consommer seulement 36 heures après le début du trempage initial.
La paille des lentilles est aussi utilisée, comme aliment de qualité supérieure pour le bétail ou comme source de matière organique pour l'amélioration des sols.

## Culture

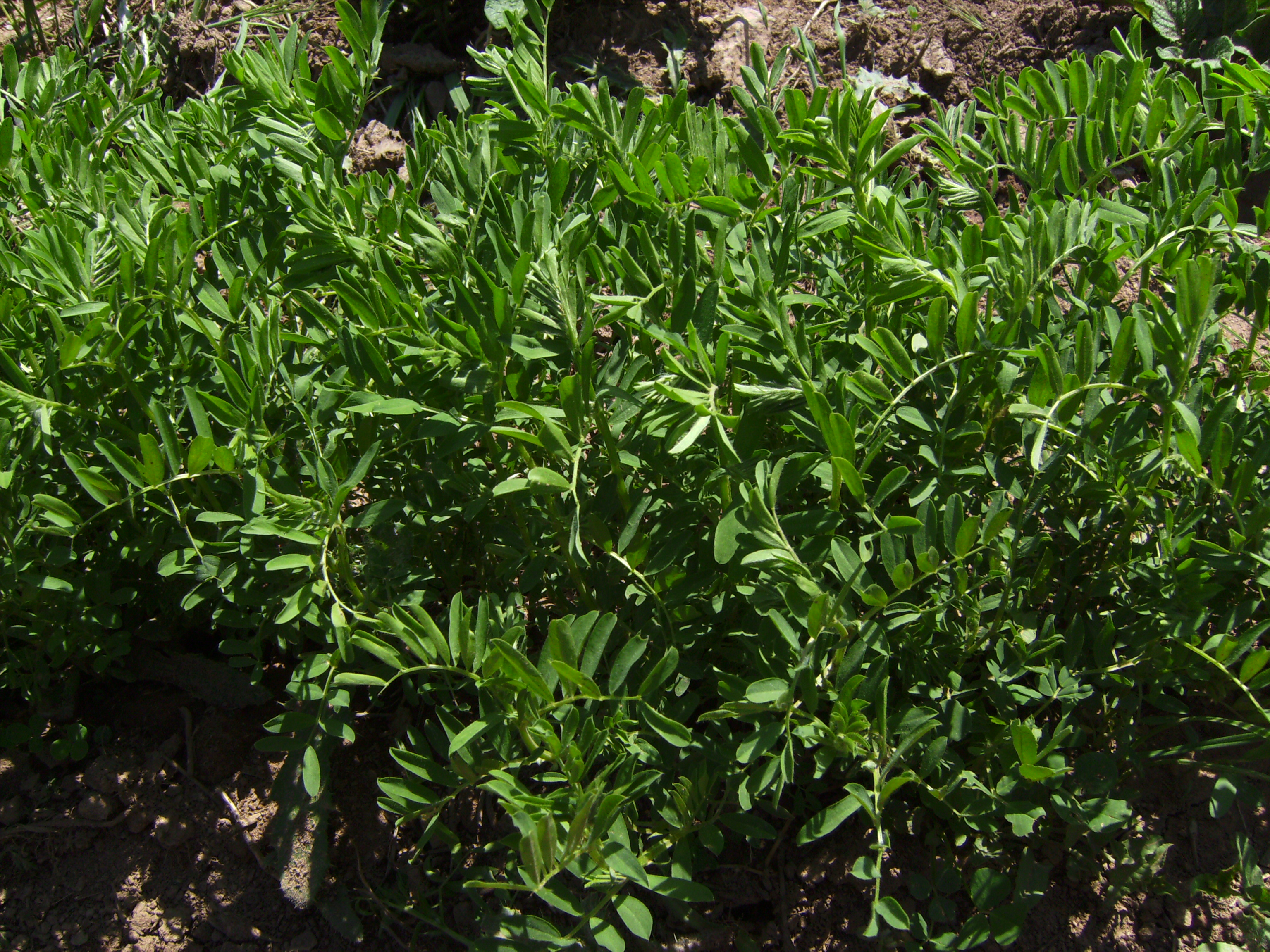
Plant de lentilles dans un champ avant floraison.

La lentille pousse en terrain léger et sablonneux, légèrement calcaire (pH de 6 à 8) à exposition ensoleillée et climat plutôt frais[réf. nécessaire].
Elle se sème au printemps en rangs distants de 35 cm, en poquets de six à huit graines disposés en quinconce. Recouvrir les graines d'un centimètre de terre finement émiettée. Biner et sarcler régulièrement. Arroser en cas de sécheresse prolongée.
Butter lorsque les plantes sont suffisamment hautes. Afin d’éviter que celles-ci ne se couchent sur le sol, tendre deux ou trois fils sur chaque rang[réf. nécessaire].
La récolte se fait en milieu d'été, avant l’arrivée à maturité des graines. Arracher les pieds et les laisser sécher sur place pendant une journée. Puis les suspendre en petites bottes dans un endroit bien aéré. Battre pour récolter les graines au fur et à mesure des besoins. Les lentilles se conservent mieux dans leur cosse. Le froid aura l’avantage d’éliminer la bruche si nécessaire[réf. nécessaire].
Le rendement moyen de la lentille est d'environ 1 400 kg/ha, mais des rendements de 3 600 kg/ha ont déjà été observés. La lentille est souvent considérée comme une culture tolérant la sécheresse, bien qu'elle utilise l'eau de manière relativement peu efficace, par rapport au blé de printemps. La lentille donne un rendement peu élevé en matière sèche, et les semis utilisent très peu l'eau du sol jusqu'au 25 juin environ (stade de la première fleur).
La culture peut se faire également en association avec le blé, qui sert de support. La récolte se fait en même temps pour les deux espèces, et les graines peuvent être triées ensuite. Le tri peut même être éliminé, à la suite d'essais concluants de confection de pâtes avec de la farine du mélange.

### Ennemis

#### Maladies
Les principales maladies des lentilles sont :
- la fonte des semis,
- l'ascochytose, Ascochyta lentis,
- l’anthracnose,
- le botrytis,
- la rouille de la lentille[16],[17],

#### Ravageurs
Les ravageurs européens les plus importants sont :
- les noctuelles
- la cécidomyie des fleurs de lentille, Contarinia lentis,
- la tordeuse du pois, Cydia nigricana,
- la bruche des lentilles, Bruchus signaticornis
- la bruche méridionale de la lentille, Bruchus lentis,

Les plants sont parfois ravagés par les sangliers.

## Production
En 2016, la production mondiale de lentilles était de 6,3 millions de tonnes, avec le Canada comme principal producteur (51 % de la production mondiale) et l'Inde comme seconde avec 17 %. En 2018, la province canadienne de la Saskatchewan assurait à elle seule 40 % de la production mondiale.
Cette production mondiale ne représente que la moitié de celle de pois chiche, un cinquième de celle de pois et un huitième de l'ensemble de la production de haricot. Les principales zones de productions sont l'Amérique du Nord, le sous-continent indien et le Proche-Orient.
La France a produit 21 534 tonnes de lentilles en 2016, ce qui représente 0,3 % de la production mondiale.

Grands producteurs de lentilles en 2016
| Pays                                                                      | Production (2016) | Production (2016) |
| Pays                                                                      | (En tonnes)       | En (%)            |
| Canada                                                                    | 3 233 800         | 51,2              |
| Inde                                                                      | 1 055 536         | 16,7              |
| Turquie                                                                   | 365 000           | 5,8               |
| États-Unis                                                                | 255 061           | 4,0               |
| Népal                                                                     | 253 041           | 4,0               |
| Australie                                                                 | 181 638           | 2,9               |
| Éthiopie                                                                  | 166 274           | 2,6               |
| Bangladesh                                                                | 158 228           | 2,5               |
| Chine                                                                     | 142 991           | 2,3               |
| Syrie                                                                     | 112 193           | 1,8               |
| Iran                                                                      | 73 708            | 1,2               |
| Autres                                                                    | 318 388           | 5,0               |
| Total                                                                     | 6 315 858         | 100               |
| Source : Food and Agriculture Organization Corporate Statistical Database |                   |                   |

En 2013, le Canada est devenu premier producteur mondial avec environ 1,9 million de tonnes. Il est le premier exportateur mondial depuis 2005-2006. En 2008-2009, il assurait seul 84 % des exportations mondiales[réf. souhaitée].
Les quatre principaux pays exportateurs (Canada, États-Unis, Australie et Turquie) représentent en 2010 plus de 90 % des exportations mondiales. On estime qu'environ 75 % des lentilles exportées sont des lentilles roses, 20 % des lentilles vertes et 5 % des lentilles brunes et d'autres types.

## Dans le calendrier républicain
Le 23e jour du mois de thermidor du calendrier républicain / révolutionnaire français est dénommé jour de la lentille, généralement chaque 10 août du calendrier grégorien.